# Sympetrum parvulum
Sympetrum parvulum е вид водно конче от семейство Libellulidae. Видът не е застрашен от изчезване.

## Разпространение и местообитание
Разпространен е в Китай (Гуанси, Съчуан, Хъйлундзян и Хънан), Русия (Амурска област, Приморски край, Сахалин и Хабаровск), Северна Корея, Южна Корея и Япония (Кюшу, Хокайдо, Хоншу и Шикоку).
Обитава езера, блата, мочурища и тресавища.

## Описание
Популацията на вида е стабилна.